# آمبرو
آمبرو (به انگلیسی: Umbro) یک شرکت تولیدی پوشاک ورزشی واقع در منچستر انگلستان می‌باشد. این شرکت در سال ۱۹۲۴ تأسیس شده و تا کنون تولیدکننده لباس بسیاری از تیم‌های ورزشی بوده‌است.